# Charles Voss

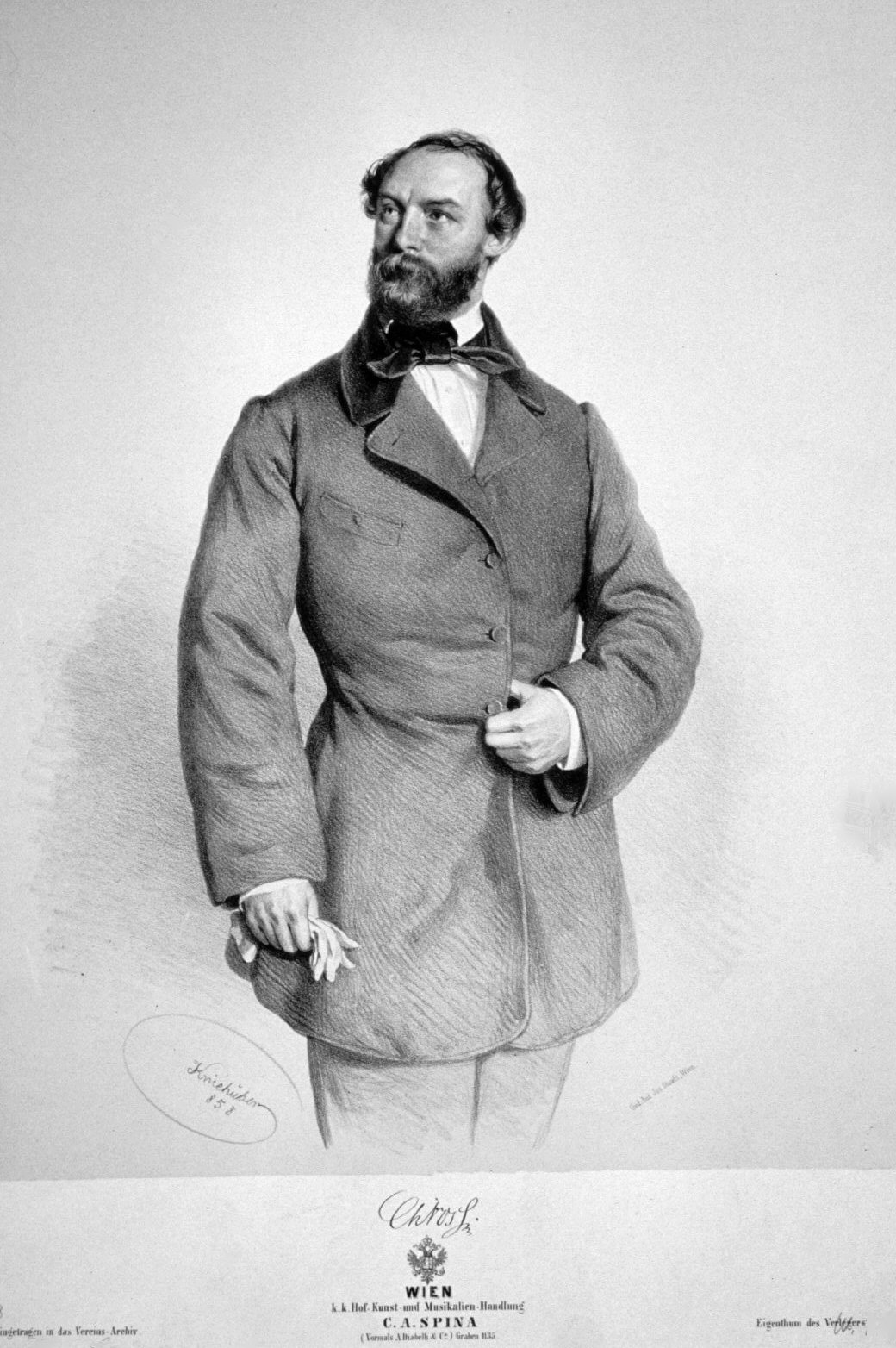
Charles Voss, litografi av Josef Kriehuber 1858.

Charles Voss (egentligen Karl Voss), född den 20 september 1815 i Schmarsow i Svenska Pommern i Kungariket Sverige, död den 29 augusti 1882 i Verona i Kungariket Italien, var en tysk kompositör och pianist.
Voss studerade i Berlin innan han från år 1846 verkade som pianist i Paris. Han var efter 1860 bosatt i Italien. I Sverige är han mest känd för sin paradmarsch som spelats i många  högtidliga sammanhang, främst vid riksdagens högtidliga öppnande fram till och med år 1974. Marschen var ursprungligen för piano och bar titeln Les adieux du soldat.